# Habenaria brittonae
Habenaria brittonae är en orkidéart som beskrevs av Oakes Ames. Habenaria brittonae ingår i släktet Habenaria och familjen orkidéer.
Artens utbredningsområde är Kuba. Inga underarter finns listade i Catalogue of Life.